# 28. ožujka
28. ožujka (28. 3.) 87. je dan godine po gregorijanskom kalendaru (88. u prijestupnoj godini).
Do kraja godine ima još 278 dana.

## Događaji
- 193. – Pretorijanska garda ubila je rimskog cara Pertinaksa i na dražbi prodala prijestolje Didiju Julijanu.
- 845. – Vikinški pljačkaši, vjerojatno pod vodstvom Ragnara Lodbroka, osvojili su Pariz nakon čega su za grad tražili ogromnu otkupninu.
- 1846. – U Zagrebu je praizvedena prva hrvatska opera Ljubav i zloba Vatroslava Lisinskog.
- 1871. – Izdana je deklaracija Pariške komune.
- 1923. – posebnim kraljevskim dekretom talijanske su vlasti u Istri ovlaštene izmijeniti tamošnje hrvatske nazive.[1]
- 1939. – Snage Španjolske Države pod vodstvom Generalísima Francisca Franca zauzele su Madrid čime je završio Španjolski građanski rat (službeno 1. travnja 1939. godine).
- 1944. – Pripadnici SS divizije "Prinz Eugen", četnici i domaće izdajice u zločinačkom pohodu pobili 1800 seljana
- 1964. – Radio Caroline započeo je, kao piratska radio stanica, emitiranje s broda usidrenom u međunarodnim vodama.
- 1975. – U požaru u rodilištu Bolnice "Dr. Zdravko Kučić" u Rijeci poginulo je 25-oro novorođenčadi. Jedna od najvećih civilnih tragedija u Rijeci dogodila se noću zbog kratkog spoja na električnoj grijalici.[2]
- 1979. – Nuklearni reaktor na Otoku tri milje blizu Harrisburga, (Pennsylvania) pretrpio je djelomično rastaljenje.
- 2001. – Promjena Ustava Republike Hrvatske; ukidanje Županijskog doma.
- 2023. – Zlatko Dalić vodi hrvatsku nogometnu reprezentaciju po 72. put u kvalifikacijskoj utakmici za Euro 2024. pobjedom od 2:0 protiv domaćina susreta Turske, čime se izjednačuje s Miroslavom Ćirom Blaževićem po broju utakmica na klupi Vatrenih.
- 2025. – Potres u Mjanmaru 2025. magnitude 7,7 pogodio je regiju Sagaing u Mianmaru, s epicentrom u blizini Mandalaya, drugog najvećeg grada u zemlji.

| - 1868. – Maksim Gorki, ruski književnik († 1936.) - 1892. – Corneille Heymans, belgijski fiziolog i nobelovac († 1968.) - 1895. – Ignjat Job, hrvatski slikar († 1936.) - 1913. – José Sánchez del Río, meksički svetac († 1928.) - 1920. – Marko Jozinović, nadbiskup vrhbosanski († 1994.) - 1925. – Inokentij Smoktunovski, ruski glumac († 1994.) - 1928. – Zbigniew Brzezinski, poljsko-američki političar - 1940. – Ferdinand Meder hrvatski povjesničar umjetnosti - 1944. – Krunoslav Slabinac, hrvatski pjevač († 2020.) - 1955. – Reba McEntire, američka pjevačica - 1973. – Mislav Togonal, hrvatski novinar - 1977. – Ana Rukavina, hrvatska novinarka († 2006.) - 1985. – Sven Madžarević, hrvatski glumac - 1986. – Lady Gaga, američka pjevačica i plesačica - 2002. – Daniel Tschofenig, austrijski skijaš skakač | - 1881. – Modest Petrovič Musorgski, ruski skladatelj (* 1839.) - 1938. – Džemaludin Čaušević, hrvatski imam i prevoditelj Kurana (* 1870.) - 1941. – Virginia Woolf, engleska književnica (* 1882.) - 1943. – Sergej Rahmanjinov, ruski skladatelj (* 1873.) - 1969. – Dwight D. Eisenhower, američki general, političar i predsjednik SAD-a (* 1890.) - 1972. – Vera Nikolić Podrinska, hrvatska slikarica (* 1886.) - 1993. – Ivica Čandrlić, hrvatski liječnik (* 1930.) - 1994. – Eugène Ionesco, francuski dramatičar rumunjskog porijekla (* 1912.) - 2015. – Ante Pažanin, hrvatski filozof i politolog (* 1930.) |

## Imendani
- Priska
- Sonja
- Polion